# Agares
```
Agares
 (
ebraică
 
אנאראש
) (sau 
Agreas
[
1
]
) este Ducele (sau Marele Duce
[
2
]
), care stăpânește partea de est a 
Iadului
. El conduce o armată de 31 de legiuni de demoni.
```

Poate provoca cutremure și învața limbi străine. Îi plac expresiile imorale. Are puterea de a distruge demnități, temporal și supranatural.
El este descris ca find un bătrân palid călare pe un crocodil, iar un șoim stă pe pumnul său.